# Jim Williams (compositore)
Jim Williams (...) è un compositore e chitarrista britannico, autore di colonne sonore.
Ha ricevuto candidature per l'Ivor Novello Awards e il Premio César.
I suoi crediti televisivi includono: Auf Wiedersehen Pet, Hotel Babylon, Harley Street, Under the Greenwood Tree, Heartless, Wanted, The Gift, Lock & Stock... , Outlaws, Sorted e Minder. I suoi crediti cinematografici includono quattro film di Ben Wheatley Down Terrace, Kill List, Killer in viaggio, e I disertori - A Field in England, Raw - Una cruda verità di Julia Ducournau  e Titane, e i film britannici The Dark Mile e Beast. La sua colonna sonora per Raw è stata nominata per la migliore musica originale ai 43° César Awards del 2018  e quella per Beast per il BIFA per la migliore musica. Le sue colonne sonore per Possessor  di Brandon Cronenberg e Kriya  di Sidharth Srinivasan sono state presentate in anteprima al Sundance Film Festival e al Fantasia Film Festival nel 2020.